# Бетическая фантазия
Бетическая фантазия (Fantasia Baetica) — фортепианная пьеса испанского композитора Мануэля де Фальи, написанная в 1919 году. Получила своё название от древнеримской провинции Бетика. Музыкальный язык этого произведения основан на более ранних сочинениях композитора, таких, как балет «Треуголка».
Пьеса была заказана польским пианистом Артуром Рубинштейном, планировавшим дать её премьеру в Барселоне. Рубинштейн однако не успел выучить «Фантазию» к своему барселонскому выступлению, так что впервые исполнил её уже в Нью-Йорке, 20 февраля 1920 года. Произведение было впервые опубликовано в 1922 году лондонским издательством Chester Ltd.
По словам композитора Томаса Марко, «Бетическая фантазия — это произведение большого изящества и совершенства, но труднодоступное для слушателя».
Типичная продолжительность пьесы составляет не более 15 минут.